# 埃维亚岛
埃维亚岛（羅馬化：Evia），又译优卑亚岛，是仅次于克里特岛的希腊第二大岛，与東北方的斯基罗斯岛组成埃维亚专区。此形状狭长的岛位于色萨利以东的爱琴海中，呈海馬狀，約長150公里(93英里)，寬度由50公里(31英里)至6公里(3.7英里)不等。其東南方延伸至一系列島嶼如安德羅斯島、蒂諾斯島和米科諾斯島。隔埃夫里波斯海峡與希臘大陸相望。該島面积4167.449平方公里，首府为哈尔基斯。
根據2001年的人口普查，島上的居民數量為198,130人，使埃维亚岛成為希臘人口第二多的島嶼。埃维亚岛被認為原本是希臘大陸的一部分，後因一場地震而分開。該島和希臘本土之間有兩座橋樑相連。

## 資料來源
1. ↑  . 希腊统计局 （希腊语）.
2. ↑  周定国 (编). . . 北京: 中国对外翻译出版公司. 2008-01. ISBN 978-7-500-10753-8. OCLC 885528603. OL 23943703M. NLC 003756704.（简体中文）